# Atkinsoniella anabella
Atkinsoniella anabella är en insektsart som beskrevs av Young 1986. Atkinsoniella anabella ingår i släktet Atkinsoniella och familjen dvärgstritar. Inga underarter finns listade i Catalogue of Life.